# Euxton
Euxton est une ville et une paroisse civile anglaise située dans le comté du Lancashire. En 2001, sa population était de 8 318 habitants.

## Source
- (en) Cet article est partiellement ou en totalité issu de l’article de Wikipédia en anglais intitulé « Euxton » (voir la liste des auteurs).